# Silves (España)
Silves (Silbes en aragonés) es una localidad española perteneciente al municipio de Boltaña, en el Sobrarbe, provincia de Huesca, Aragón. Está constituida por el núcleo de Silves Bajo y el de Silves Alto.

## Historia
La población tuvo su origen como fortificación en el siglo XI por los reyes navarros en el proceso de reconquista del Sobrarbe que finalizó Sancho III El Mayor en 1017.
Este poblado permanece abandonado desde la década de 1960. Está constituido por 3 casas en la ladera de un cerro escarpardo. La más baja se llamaba Casa Villacampa. En el medio de la ladera se encuentra la iglesia de Santa Eulalia de estilo rómanico del siglo XIII. En la parte alta nos encontramos con Casa Peña. Ambas casas están rodeadas de bordas para uso agrícola y ganadero.
Tras el despoblamiento, una parte de los habitantes de Casa Peña fueron a vivir a la ciudad próxima de Boltaña, mientras que las familias de Casa Villacampa emigraron a Francia.

## Medio ambiente
El entorno de la localidad forma un conjunto de interés que llega hasta las riberas del río Ara, con zonas geológicamente relevantes. En este espacio hay igualmente bosques pirenaicos de robles y sauces, y endemismos de los Pirineos como Petrocoptis crassifolia, Gentiana lutea y Borderea chouardii.
Este bosque es un gran refugio para la diversidad animal. El río Ara, al norte del entorno de Silves, es hogar de cuatro especies de peces, incluyendo la trucha, pez común en los ríos europeos, y tres endemismos de la cuenca del Ebro: la madrilla, el barbo colirrojo y el barbo de Graels. El bosque adyacente forma un ecosistema que acoge tres especies de insectos de interés europeo: el ciervo volante europeo, el gran capricornia y la mariposa isabelina, de los que los dos primeros son típicos de bosques europeos mientras que la última está restringida al noreste de España. Es también hábitat de la culebra europea. Es igualmente cobijo de especies de mamíferos de mayor tamaño como jabalíes y corzos. La avifauna del entorno suma cuarenta especies de pájaros distintos, siendo además el bosque hogar de cinco especies de quirópteros.
Dado el interés ambiental del entorno de Silves, se solapan múltiples figuras de protección. La ribera del río está incluida en el lugar de importancia comunitaria (LIC) "Río Ara", con otro LIC denominado "Silves" cubriendo el bosque contiguo. Dos zonas de especial protección de aves (ZEPAs) denominadas "Sierra de Canciás - Silves" y "Sierra y Cañones de Guara" se superponen parcialmente con el LIC de Silves por el norte y el sur, respectivamente. El LIC de Silves fue convertido en zona especial de conservación.